# Hautes Herbes
Hautes Herbes est une œuvre de l'artiste française Béatrice Guichard située à Paris, en France. Installé en 2003 entre le Louvre et l'église Saint-Germain-l'Auxerrois, elle figure des herbes d'acier qui sortent du sol.

## Description
L'œuvre prend la forme d'un ensemble de huit tiges d'acier de 2 à 3 m de haut, disposées comme une touffe d'herbe. Le haut des tiges est légèrement courbé, figurant des herbes se courbant sous l'effet du vent. L'un des côtés de chaque tige est doré tandis que l'autre est argenté. Le sol de la place où est installée l'œuvre n'est pas pavé mais simplement recouvert de sable, et les tiges semblent directement en sortir.
Une petite plaque indiquant le nom de l'œuvre, l'auteur et l'année d'installation, est installée à même le sol au milieu des tiges.

## Localisation
L'œuvre est installée au centre de la place du Louvre, devant l'église Saint-Germain-l'Auxerrois, en face de la façade orientale du Louvre.

## Artiste
Béatrice Guichard est une plasticienne française. Elle a composé d'autres œuvres sur le même thème : tiges d'acier figurant des herbes ou des nids.